# Mary Jo Foley
Mary Jo Foley é uma autora norte-americana, escritora freelancer de tecnologia e editora de notícias. Escreve regularmente notícias, revisões e comentários sobre a estratégia e produtos da Microsoft.

## Livros
- Microsoft 2.0: How Microsoft Plans to Stay Relevant in the Post-Gates Era, Wiley & Sons, maio de 2008. ISBN 978-0470191385